# Lynn Paula Russell
Lynn Paula Russell (* 27. Juni 1949 in Whitstable, Kent, England als Lynn Paula Smith; auch bekannt unter dem Pseudonym Paula Meadows) ist eine englische Zeichnerin, Malerin, Schauspielerin und Autorin. Bekannt ist sie durch die Behandlung von Fetischthemen (insbesondere Spanking) in ihren Comics, Zeichnungen und Buchillustrationen sowie als Darstellerin in mehreren Pornofilmen.

## Leben
Russell wurde in Whitstable, einer kleinen Stadt an der Meeresküste Kents, geboren und wuchs dort auch auf. Ihre Familie bestand außer ihr aus ihrer Mutter, ihrem Vater und drei Schwestern und wird von ihr als „middle class“ und „sehr angesehen“ (“very respectable”) beschrieben. In ihrer Kindheit und Jugend führte sie ein sehr behütetes (“sheltered”) Leben. Im Alter von ungefähr 13 Jahren sah sie bei einem Familienausflug nach London in einem Schaufenster erstmals eine Zeitschrift mit dem Foto einer barbrüstigen Frau auf der Titelseite, das sie als überaus schockierend und obszön (“highly shocking and obscene”) empfand.
Russell zeigte künstlerisches Talent und sah sich mit ungefähr zehn Jahren regelmäßig die Fernsehsendung Sketch Club des Künstlers Adrian Hill an, der seinem jungen Publikum Zeichentechniken beibrachte und es aufforderte, Zeichnungen zur Beurteilung einzuschicken, was Russell auf Ermunterung ihrer Mutter tat. Sie besuchte später die Kunstschule Canterbury College of Art, die sie aber 1969 verließ. Schon in ihrer Jugend beim Amateurtheater aktiv, verlegte sich Russell nun auf die Schauspielerei und ging nach London zur Royal Academy of Dramatic Art. In den 1970er Jahren war sie sechs Jahre lang Berufsschauspielerin, meistens bei kleinen Repertoiretheatern oder beim Open Air Theatre im Londoner Regent’s Park. Sie spielte Shakespeare, Shaw und Shaffer und wirkte bei britischen Tournee-Aufführungen des Musicals Hair mit, in denen sie erstmals nackt auf der Bühne stand. Außerdem trat sie als Lynn Smith in mehreren britischen Serien und Fernsehproduktionen u. a. der BBC auf, darunter The Pallisers und David Copperfield (beide 1974) und The Cedar Tree (1976).
Um 1970 las sie, um herauszufinden, worum es in dem Buch ging, erstmals den erotischen Roman Geschichte der O von Pauline Réage. Sie selbst hatte weder in der Familie noch in der Schule jemals körperliche Züchtigung erlebt, da die Schulen in ihrer Gegend sie abgeschafft hatten und auch ihre Eltern dagegen eingestellt waren. Zu ihrer Überraschung erregten sie die in dem Roman geschilderten Szenarien weiblicher Unterwerfung. Sie glaubte aber nicht, dass sie diese Spielart der Sexualität selbst ausüben wollte. Erst einige Jahre später änderte sie ihre Meinung, nachdem sie praktizierenden BDSM-Anhängern begegnet war.
Da ihre Schauspielkarriere nicht so erfolgreich verlief wie erhofft, wandte sie sich über die Stationen Bühnenbild und Beleuchtung wieder ihrer „ersten Liebe“, der Malerei und Illustration, zu. Ihr erster bezahlter Auftrag waren Illustrationen für das 1977 erschienene Kinderbuch Beyond the Midnight Mountains, das ihr Lebensgefährte unter dem Pseudonym Frank Charles verfasst hatte. Für die Aufführungen des Musicals Annie im Londoner Victoria Park Theatre schuf sie Gemälde. Sie malte des Weiteren Porträts von Theaterschauspielern des Londoner West End und des New Yorker Broadway und gestaltete Kalender und Poster von Hollywoodstars. Die Bilder, die sie für die bekannte Sendereihe Masterpiece Theatre des amerikanischen Sender Public Broadcasting Service schuf, wurden auf den Titelseiten von Fernsehzeitschriften gedruckt.
Aufgrund ihrer konservativen Erziehung und des Aufwachsens in einer ebenso konservativen Umgebung hatte Russell Probleme mit ihrer Sexualität. Im Alter von 20 bis 30 Jahren versuchte sie ständig, aber ohne dauerhaften Erfolg, ihre sexuellen Bedürfnisse zu unterdrücken. Zeitweise versuchte sie auch, ihre weiblichen Körperformen (wie die weiblichen Brüste) durch Magersucht zum Verschwinden zu bringen. Als sie erkannte, dass dies zu nichts führte, beschloss sie, ihre sexuellen Hemmungen aktiv zu bekämpfen und dies offen zu tun und nicht heimlich, weil sie das als heuchlerisch empfand.
Sie empfand sich als gehemmt (“repressed”) und fühlte das Bedürfnis, zur Selbstfindung Dinge auszuprobieren („to explore“). Um 1980 begann sie, für Nacktfotos in Magazinen zu posieren. Als 1981 der seit den 1960er Jahren aktive englische Pornofotograf und -regisseur Mike Freeman unter Ausnutzung einer Gesetzeslücke begann, mit seiner Firma Videx pornographische Videokassetten im Vereinigten Königreich zu produzieren und zu vertreiben, meldete sich Russell bei Freeman, um in einem seiner Filme mitzuspielen.
Sie schreibt:

“I decided that I wanted to appear in a sex video. I took the plunge, enjoyed it immensely and to my utter astonishment, Paula Meadows was born. […] This new incarnation of me didn’t seem to resemble the earlier, rather timid version at all. Adventurous and insatiable, she launched herself into a new career; exhibiting herself without any shame in glossy magazines, making more films and creating new paintings out of the torrent of erotic imagery that was unleashed. I had already discovered my interest in the riding crop, the strap and the martinet, but now I found that I was not alone in my interest.”

„Ich entschied, dass ich in einem Sexfilm mitspielen wollte. Ich wagte den Schritt, genoss es ungeheuer und zu meinem äußersten Erstaunen war Paula Meadows geboren. […] Diese neue Inkarnation von mir schien keinerlei Ähnlichkeit zu haben mit der vorhergehenden, ziemlich schüchternen Version. Abenteuerlustig und gierig stürzte sie sich auf eine neue Karriere; zeigte sich nackt und ohne Scham auf den Seiten von Hochglanzmagazinen und schöpfte neue Filme und neue Gemälde aus der freigesetzten erotischen Bilderflut. Ich hatte mein Interesse an Reitgerte, Riemen und Martinet bereits entdeckt, doch nun fand ich, dass ich damit nicht allein war.“

Der erste Videx-Titel, in dem sie unter dem Pseudonym Paula Meadows mitspielte, war Truth or Dare. Das Drehbuch schrieb ihr Lebensgefährte, der deutlich ältere irische Schriftsteller und Drehbuchautor Frank Russell (Pseudonym Frank Charles), Regie führte Mike Freeman, und der männliche Costar war der später als Ben Dover bekannt gewordene Lynsey Rod Honey. Frank Russell war unzufrieden mit der Umsetzung seines Drehbuchs durch Mike Freeman. Dennoch folgte im selben Jahr mit Happy Birthday, der bereits das Thema Spanking aufgriff, ein weiterer Videx-Pornofilm mit Paula Meadows in der Hauptrolle und einem Drehbuch von ihrem Lebensgefährten. Dann jedoch trennte sich Paula Meadows im Streit von Mike Freeman.
In ihrem Privatleben wandte sie sich Spanking-Praktiken zu und war in der entsprechenden „Szene“ unterwegs. 1982 (veröffentlicht 1983) folgte ihr nächster Filmauftritt in dem in Amsterdam gedrehten, lose autobiographischen Film To Ride a Tiger, in dem sie von der bekannten Domina Monique Von Cleef ausgiebig ausgepeitscht wurde.
Wenige Wochen später, ebenfalls im Jahr 1982, arbeitete sie erstmals für das britische Spanking-Magazin Janus, zunächst als Fotomodell, dann auch als Illustratorin. Bis 1986 fertigte sie zahlreiche Fetisch-Illustrationen für Janus und erschien auch erneut als Modell. Ihre Erinnerungen an die Zeit als Modell und Illustratorin bei Janus fasste sie 1996 in The Janus Collection: A Personal Anthology zusammen.
1984 bis 1986 hielt sie sich mehrfach in den USA auf, wo sie unter der Regie von Ron Dorfman (Pseudonym Art Benn), Lasse Braun (Pseudonym von Alberto Ferro) und Henri Pachard (Pseudonym von Ron Sullivan) in weiteren Pornofilmen mitspielte, nach wie vor unter dem Pseudonym Paula Meadows. 1985 lebte sie für sechs Monate in New York, wo sie den Screw-Herausgeber Al Goldstein traf, der sie für seine im Kabelfernsehen verbreitete Erotik-Sendung Midnight Blue interviewte. In England spielte sie in zwei weiteren Spanking-Filmen mit, You’ll Love the Feeling (1984) und The Kane Assignment (1991).
In den britischen Medien erlangte sie um diese Zeit eine begrenzte Bekanntheit. Zwei Journalisten interviewten sie für ihr 1988 erschienenes Buch über Pornographie, Porn Gold. Sie wurde einige Male in Fernsehsendungen porträtiert oder interviewt und nahm zu Themen wie Pornographie oder Spanking auch an Talkshows bei Channel 4 (After Dark) und British Satellite Broadcasting teil. 1989 bis 1992 arbeitete sie für Fessée, ein weiteres Spanking-Magazin, und 1994 bis 2002 gab sie für den Verleger von Janus dessen Schwestermagazin Februs heraus, für das sie Illustrationen und Texte lieferte und gelegentlich auch als Fotomodell arbeitete.
1990 wandte sie sich erstmals dem Zeichnen erotischer Comics zu. Der in diesem Genre tätige britische Comiczeichner Erich von Götha (Pseudonym für Robin Ray) vermittelte den Kontakt zu einem Verlag in Paris, für den sie mit Hilfe ihres als Schriftsteller tätigen Ehemannes eine in den 1920er Jahren spielende Geschichte namens Sophisticated Ladies entwickelte. Es folgten Vacances d’été (Summer Holiday) und die beiden Graphic Novels Sabina und Sabina 2.
Seit dem Jahr 2002 verfügt Russell über eine eigene Website, wo Informationen zu ihrer Person und ihrem Werk zu finden sind. Nachdem das von ihr herausgegebene Magazin Februs eingestellt worden war, entschied sie sich Ende 2003 für einen Rückzug aus der Spanking-Szene sowohl im Privatleben als auch als Künstlerin. Zuletzt (2009) beschäftigte sie sich mit dem Entwurf eines Satzes von Tarotkarten. Seitdem hat sie sich zugunsten der Malerei weitgehend von der Illustration zurückgezogen.

## Werk
Russells Zeichenstil ist konventionell. Es sind realistische, sauber ausgearbeitete Zeichnungen in Bleistift und Tusche, in ihren farbigen Arbeiten verwendet sie Buntstift und gelegentlich auch Pastell, so in einer Serie von fantastischen Körperlandschaften („Bodyscapes“), zeichnerisch wohl ihre ambitioniertesten Arbeiten, in denen weibliche Körper sich mit Gebirgs- und Wolkenzügen zu einem Ganzen verbinden. In ihren Zeichnungen erscheint sie häufig erkennbar selbst, und einige ihrer Bildgeschichten haben einen autobiographischen Hintergrund. So beschreibt sie in How I discovered CP, wie sie erstmals der Welt des gelebten BDSM im Stil der Geschichte der O begegnete, und gestaltete das identische Szenario in Sophisticated Ladies.
Neben Comics und Fetischzeichnungen fertigte sie auch farbige Zeichnungen für zwei Aufklärungsbücher von David Delvin. Als Auftragsarbeiten für Sammler illustrierte sie u. a. die Geschichte der O und gestaltete Exlibris mit Stellungen aus dem Kamasutra.
Ihre Bücher erschienen vorwiegend in der Londoner Erotic Print Society, einem Verlag für in kleinen Auflagen und hoher Qualität produzierte Erotika. Ihre Bodyscape-Gemälde wurden 1989 in einer Galerie im Londoner Stadtteil Pimlico sowie später in der Pariser Galerie Les Larmes d’Eros ausgestellt, außerdem nahm sie an mehreren Gruppenausstellungen in Londoner Galerien teil.

### Comics
- Sabina (Erotic Print Society, London 2004)
- Sabina 2 (Erotic Print Society, London 2004)
- Sophisticated Ladies (mit Bernard Joubert; La Musardine, Paris 2006)
- The young governess (mit Phoebe Gardener. Erotic Review, London 2009)

### Bücher
- The Janus Collection: A Personal Anthology (Pale Horse, London 1996)
- The illustrative art of Lynn Paula Russell (Erotic Print Society, London 1997)
- A Sexual Odyssee (Erotic Print Society, London 2000)
- Sexcitement (Erotic Print Society, London 2003)
- Painful Pleasures (Erotic Print Society, London 2005)
- The Illustrated Book of Corporal Punishment (Erotic Print Society, London 2007)

### Illustration
- Richard Burton: The Essential Kama Sutra. Erotic Print Society, London 2003
- Frank Charles: Beyond the Midnight Mountains. (als Lynn Smith; Kinderbuch, London 1977)
- David Delvin: Sex perfect. The art of sexual intercourse. Erotic Print Society, London 2003
- David Delvin: Sex play. Erotic Print Society, London 2001
- Gordon Grimley: Beatrice. The Scarlet Library, London 2003

## Filmographie (Auswahl)
- The Kane Assignment (1991, Regie: Harrison Marks)
- Sexually Altered States (1986)
- The Oddest Couple (1986)
- Women at Play (1985)
- Fashion Fantasies (1985)
- Good Girls, Bad Girls (1984)
- You’ll Love the Feeling (1984)
- To Ride a Tiger (Dokumentation, 1983)
- Happy Birthday (1981)
- Truth or Dare (1981)

## Auszeichnungen
1997 wurde Russell bei den britischen Erotic Oscars, die später in Erotic Awards umbenannt wurden, als Artist/Illustrator of the Year ausgezeichnet. Die Auszeichnung wurde auf dem von Tuppy Owens initiierten Sex Maniac’s Ball überreicht.